# Куява, Радослав
Радослав Томаш Куява (пол. Radosław Tomasz Kujawa, р. 1965) — польский государственный деятель, начальник Службы военной разведки с 2008.

## Биография
Работал в департаменте контрразведки Управления охраны государства, после реформы спецслужб в 2002 был переведен в Агентство разведки, где занимал должности начальник отдела, директора департамента. В период с 7 июня по 11 августа 2008 был исполняющим обязанности главы Службы военной разведки, с 11 августа 2008 — глава Службы военной разведки. 9 ноября 2010 президент Польши Бронислав Комаровский, по представлению министра национальной обороны Польши, присвоил Р.Куяве звание бригадного генерала.